# Grieskirchen (distrito)
| Distrito de Grieskirchen                                          |                                          |
| Estado                                                            | Alta Áustria                             |
| Capital                                                           | Grieskirchen                             |
| Área                                                              | 578,99 km²                               |
| População                                                         | 62 677 habitantes (1 de janeiro de 2010) |
| Densidade                                                         | 108 hab./km²                             |
| Website                                                           | Site oficial                             |
| Localização de Distrito de Grieskirchen no estado de Alta Áustria |                                          |
|                                                                   |                                          |

Grieskirchen é um distrito da Áustria localizado no estado da Caríntia.

## Cidades e municípios
Grieskirchen possui 34 municípios, dois deles com estatuto de cidade (Stadtgemeinde) e 13 com estatuto de mercado (Marktgemeinde):
| Cidades: - Grieskirchen - Peuerbach Mercados: - Bad Schallerbach - Gallspach - Gaspoltshofen - Haag am Hausruck - Hofkirchen an der Trattnach - Kematen am Innbach - Natternbach - Neukirchen am Walde - Neumarkt im Hausruckkreis - Pram - Schlüßlberg - Waizenkirchen - Wallern an der Trattnach | Municípios: - Aistersheim - Bruck-Waasen - Eschenau im Hausruckkreis - Geboltskirchen - Heiligenberg - Kallham - Meggenhofen - Michaelnbach - Pollham - Pötting - Rottenbach - Sankt Agatha - Sankt Georgen bei Grieskirchen - Sankt Thomas - Steegen - Taufkirchen an der Trattnach - Tollet - Weibern - Wendling |